# Дрейден, Симон Давидович
Си́мон Дави́дович Дре́йден (19 декабря 1905, Санкт-Петербург — 4 декабря 1991, Москва) — советский театровед, театральный критик, литературовед.

## Биография
Окончил Тенишевское училище, в 1920—1922 учился на факультете общественных наук Петроградского университета. Одновременно работал литературным секретарём у К. Чуковского.
Литературную деятельность начал в 1923 в газете «Петроградская правда», еженедельнике «Жизнь искусства». Первые посвящённые эстраде публикации о программах В. Яхонтова «Ленин» («Новая вечерняя газета», 1925) и «Пушкин» («Ленинградская правда», 1926).
Завлит камерного театра Таирова.
Награждён медалями. Член Союза писателей СССР (1938). Преподавал в Ленинградском театральном институте и ГИТИСе.
В 1949 году был репрессирован как «космополит», до 1954 года — в заключении.
Умер в 1991 году. Урна с прахом захоронена в колумбарии на Донском кладбище.

## Семья
- Отец — Давид Шимонович Дрейден (1877—1919), был владельцем типографии и гравёрной мастерской в Санкт-Петербурге («типография Д. Дрейдена»)[4].
- Мать — Софья Ильинична Флейтман (1882—1958)[5].
- Дед по материнской линии, Илья Михайлович Флейтман (?—1938)[6], также владел «типографией И. Флейтмана» в Санкт-Петербурге.
- Брат — Григорий Давидович Дрейден (1907—1971)[7], историк, директор Дворца культуры промкооперации (Дворец культуры имени Ленсовета), затем заведующий литературной частью Ленинградского театра эстрады.
- Племянник, сын брата — кандидат юридических наук Владимир Григорьевич Дрейден (1930—2005)[8][9].
- Младший брат — Александр умер в молодом возрасте от чахотки.
- Двоюродный брат — поэт Анатолий Давидович Флейтман (род. 1930).

## Личная жизнь
- Жена — актриса Зинаида Ивановна Донцова (1902—1971).
- Сын — актёр Сергей Дрейден (1941—2023).
  - Внук — режиссёр Николай Дрейден.

## Сочинения
- 1905 год в сатире и юморе Л., 1925
- Ленин и искусство. Л., 1926
- 1917 в сатире. Архивировано 15 октября 2016 года. — М. ; Л., 1928. — 206 с.: ил.
- Клубная эстрада: Концерт. Гулянье. Вечеринка. Литература. Музыка. Театр. Кино. ИЗО. Л., 1928
- Культработа у станка. Л., 1929
- Николай Черкасов: Путь актёра. Л., 1937
- Музыка — революции. М., 1966[10]
- В зрительном зале — Владимир Ильич. М., 1967
- Ленин слушает Монтегюса. М., 1973
- Ленин слушает Бетховена. М., 1975
- Спектакли. Роли. Судьбы: Театральные очерки и портреты. М., 1978
- А. В. Луначарский о массовых празднествах, эстраде и цирке. М., 1982

## Архив
В Российском государственном архиве литературы и искусства хранится объемный фонд С. Д. Дрейдена. Фонд насчитывает 1791 единицу хранения и охватывает период с 1863 по 1991 гг. Основу составляют рукописи книг, переписки, рецензии, отзывы и заметки о книгах и статьях Дрейдена (в том числе А. Я. Бруштейн, Л. К. Чуковской, И. С. Эвентова и др.), фотографии Дрейдена (индивидуальные и в группах), а также рисунки С. В. Образцова, Л. М. Смехова, С. М. Эйзенштейна.